# Toni Iordache
Toni Iordache (17 de diciembre de 1942 en Bildana, cerca de Bucarest, Rumanía - febrero de 1988 de una diabetes) fue uno de los más virtuosos intérpretes gitanos del ţambal (alias címbalo). Empezó el aprendizaje de este instrumento cuando solo tenía cuatro años de edad. Tiempo más tarde, recorrió varios países europeos como miembro del grupo Ciocârlia.
Toni Iordache también trabajó con el conocido flautista de pan (en rumano se llama: nai) Gheorghe Zamfir, el cual es conocido por sus grabaciones como solista. Además de un impecable dominio técnico del címbalo, es también muy apreciada por la musicalidad y la belleza de sus interpretaciones.
Su hijo Leonardo (45 años) y su nieto Bogdan reanudaron ambos la antorcha familiar convirtiéndose también en músicos tocadores del ţambal.
- Datos: Q3179028